# Mihail Aleksandrovič Mezencev
Mihail Aleksandrovič Mezencev (rusko Михаил Иванович Мезенцев), ruski general, * 1770, † 1848.
Bil je eden izmed pomembnejših generalov, ki so se borili med Napoleonovo invazijo na Rusijo; posledično je bil njegov portret dodan v Vojaško galerijo Zimskega dvorca.

## Življenje
Leta 1785 je vstopil v Izmailovski polk in 1. januarja 1795 je bil premeščen v Izjumski lahki konjeniški polk, s katerim se je udeležil bitke pri Austerlitzu. 
Leta 1806 je bil premeščen v Ulanski polk (pod poveljstvom carjeviča Konstantina Pavloviča). 12. oktobra 1811 je bil povišan v polkovnika in 15. septembra 1813 je bil povišan v generalmajorja. 
6. maja 1814 je postal poveljnik Beloruskega huzarskega polka; na tem položaju je ostal do 1. septembra istega leta. Od 27. januarja 1816 je bil poveljnik 2. brigade 2. huzarske divizije. 
7. novembra 1816 je bil dodeljen štabu generalfeldmaršala Barclayja de Tolly. 17. oktobra 1823 je postal poveljnik Bužke ulanske divizije in 22. avgusta 1826 je bil povišan v generalporočnika. 
S položaja divizijskega poveljnika je bil odstranjen 13. novembra 1827 in postavljen pod preiskavo; 19. marca 1838 je bil odpuščen iz vojaške službe. Leta 1840 je prejel popolno pokojnino.